# Wilhelm Winzer

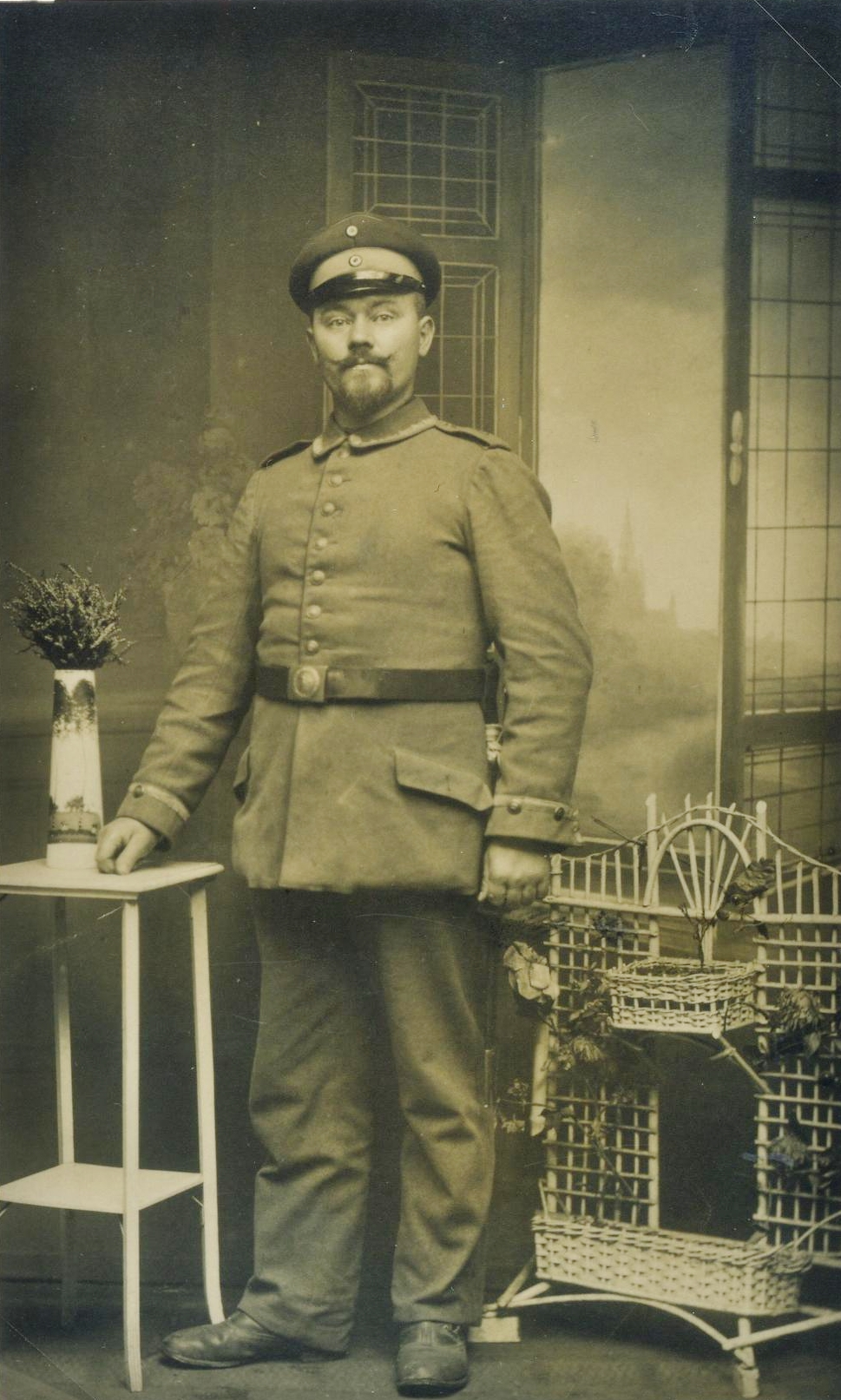
Wilhelm Winzer 1914 als Kriegsteilnehmer

Wilhelm Winzer (* 3. Februar 1878 in Bamenohl bei Finnentrop; † 19. März 1957 in West-Berlin) war ein deutscher Gewerkschafter, Genossenschaftler und sozialdemokratischer Politiker.

## Leben
Wilhelm Winzer war ein Sohn des Bäckers, Land- und Gastwirtes Franz Winzer zu Bamenohl. Auch er machte zunächst eine Bäckerlehre, ehe er eine kaufmännische Ausbildung absolvierte. Bereits 1897 war er dem freigewerkschaftlichen Bäckerverband beigetreten. Im Jahr 1903 wurde er auch Mitglied der SPD. Im Jahr 1905 wurde Winzer Betriebsleiter einer Großbäckerei. Außerdem war er Funktionär des Bäcker- und Konditorenverbandes in Hildesheim. Im Jahr 1908 wurde Winzer hauptamtlicher Funktionär des Verbandes und Bezirksleiter für Schlesien und Pommern mit Sitz in Breslau. Im Jahr 1912 wechselte er als Geschäftsführer zum Konsumverein Vorwärts. Im Jahr 1913 war er Organisator der Volksfürsorge in Breslau. Während des Ersten Weltkrieges war Winzer Soldat.
Nach dem Krieg wurde er Stadtverordneter in Breslau und war bis 1924 der örtliche Vorsitzende der SPD. Im Jahr 1929 wurde Winzer zum Landesrat der Provinzialverwaltung Niederschlesien ernannt.
Winzer war seit 1921 Mitglied des Preußischen Landtages, dem er bis 1933 angehörte. 1932 und 1933 war er einer der Fraktionsvorsitzenden.
Nach dem Beginn der nationalsozialistischen Herrschaft wurde Winzer als Landesrat entlassen und im Mai 1933 für zwei Wochen im KZ Breslau-Dürrgoy inhaftiert. Im August 1944 wurde er erneut in KZ-Haft genommen. Wegen angeblicher „Nichtanzeige eines hochverräterischen Unternehmens“ wurde Winzer noch im Februar 1945 zu drei Jahren Zuchthaus verurteilt.
Im Jahr 1945 wurde Winzer als Deutscher aus Schlesien ausgewiesen. Er war danach in Berlin in der Zentralverwaltung für Umsiedler (ZVU) der Sowjetischen Besatzungszone (SBZ) als Leiter der Abteilung Organisation tätig. Im Zusammenhang mit den Auseinandersetzungen um die Vereinigung von SPD und KPD ging Winzer nach West-Berlin und engagierte sich dort als Organisationssekretär der SPD gegen die Zwangsvereinigung von SPD und KPD zur SED. Im Oktober 1946 wurde Winzer besoldeter Bezirksstadtrat für Sozialwesen im Bezirk Tempelhof. Im Ruhestand war er seit 1951 bis zu seinem Tod Bezirksverordneter und Aufsichtsratsvorsitzender der Konsumgenossenschaft Tempelhof.